# David Iacono
David Iacono (* 20. Juni 2002 in New York City) ist ein amerikanischer Schauspieler.

## Hintergrund
Iacono hat italienische und puerto-ricanische Wurzeln und wurde im New Yorker Stadtteil Brooklyn geboren. Er besuchte in New York die Fiorello H. LaGuardia High School of Music & Art and Performing Arts. Durch seine Mutter war er bereits als Kleinkind Kindermodel in Printmagazinen; dazu kamen mit der Zeit auch Auftritte in Werbung.

## Karriere
Mit sechs Jahren hatte er sein Filmdebüt in dem Horrorfilm Choose. Nach weiteren kleineren Film- und Episodenrollen ab 2015 als Teenager erlangte er erste längere Nebenrollen 2020 in Grand Army und The Flight Attendant. Sein Durchbruch erfolgte 2022 in Der Sommer, als ich schön wurde als Cam, ein Love Interest der weiblichen Hauptfigur. Anschließend spielte er in dem Film Cinnamon und der Netflix-Serie Dead Boy Detectives. Außerdem wurde er 2024 für die neuen Filme der Jurassic-World- und Fear-Street-Reihen besetzt.

## Filmografie
- 2011: Choose
- 2014: St. Vincent
- 2015: The Slap (Fernsehserie, Episode 1x02)
- 2015: Show Me a Hero (Fernsehserie, 3 Episoden)
- 2016: The Pastor
- 2016–2018: What Would You Do? (Fernsehsendung, 4 Episoden)
- 2017: The Blacklist: Redemption (Fernsehserie, Episode 1x06)
- 2017: Navy CIS: New Orleans (NCIS: New Orleans, Fernsehserie, Episode 4x09)
- 2018: Strangers (Fernsehserie, Episode 2x03)
- 2018: New Amsterdam (Fernsehserie, Episode 1x05)
- 2020: The Good Doctor (Fernsehserie, Episode 3x12)
- 2020: Social Distance (Miniserie, Episode 1x07)
- 2020: Grand Army (Fernsehserie, 6 Episoden)
- 2020: Blue Bloods – Crime Scene New York (Blue Bloods, Fernsehserie, Episode 11x03)
- 2020–2022: The Flight Attendant (Fernsehserie, 8 Episoden)
- 2021–2022: City on a Hill (Fernsehserie, 3 Episoden)
- 2021, 2024: Hightown (Fernsehserie, 3 Episoden)
- 2022–2023: Der Sommer, als ich schön wurde (The Summer I Turned Pretty, Fernsehserie, 8 Episoden)
- 2023: Cinnamon
- 2023: Fresh Kills
- 2024: Hungry
- 2024: Dead Boy Detectives (Fernsehserie, 5 Episoden)
- 2025: Fear Street: Prom Queen
- 2025: Jurassic World: Die Wiedergeburt (Jurassic World Rebirth)